# Ted Williams
Ted Williams (30. august 1918 – 5. juli 2002) var en amerikansk baseballspiller, der spillede alle sine 19 sæsoner i Major League Baseball for Boston Red Sox. Han betragtes af mange som værende den bedste og mest intelligente batter, sporten nogensinde har set, omend Babe Ruth også går under denne beskrivelse.
Williams blev valgt som ligaens MVP (mest værdifulde spiller) to gange. Han og Rogers Hornsby er de eneste battere, der to gange har vundet Triple Crown (dvs. ført ligaen mht. batting average, home runs og RBI). På trods af deltagelse i både 2. verdenskrig og Koreakrigen nåede Williams at slå 521 home runs i sin karriere med en samlet batting average på 0,344. I 1941 opnåede han en batting average på 0,406 for sæsonen, og han er dermed den sidste spiller, som er nået over 0,400.
Selvom Williams blev valgt til hele 18 All-Star-hold, lykkedes det ham aldrig at føre Boston Red Sox til en World Series-sejr. Han blev indlemmet i Baseball Hall of Fame i 1966.

## Livshistorie
Ted Williams' barndom var præget af forældrenes fravær. Allerede tidligt i sit liv udtrykte Ted et ønske om at blive kendt som "alle tiders bedste hitter". Efter high school blev han professionel og spillede for San Diego Padres og Minneapolis Millers i de lavere rækker. Der gik dog ikke lang tid, før han skrev kontrakt med Boston Red Sox.
Hans første sæson (1939) i MLB var fænomenal: 31 home runs, 145 RBI og en batting average på 0,327. Han etablerede sig hurtigt som holdets rygrad, men desværre var holdkammeraterne ikke i stand til at løfte det generelle niveau. Det afholdt imidlertid ikke Williams fra at vinde MVP-prisen i 1946 og 1949 samt den sagnomspundne Triple Crown i 1942 og 1947.
Williams, der var leftfielder, var hverken særlig hurtig eller blandt eliten defensivt set, men hans exceptionelle øje for bolden gjorde ham til æraens dygtigste og mest stabile batter. Modstanderholdene følte sig endda nødsaget til at ændre på den ellers faste forsvarsopstilling for at prøve at gøre noget ved Williams' dominans. Dette uortodokse indgreb, som var opfundet af Cleveland Indians' manager, blev kendt som The Williams Shift.
I 1960, efter at have tilbragt 19 år i MLB – og fire år som marinepilot – trak Williams sig tilbage fra sporten. I sin sidste at bat slog han en home run. Han forsøgte sig i nogle år som manager for Washington Senators (der senere blev til Texas Rangers) uden den store succes. I 1970 forfattede han den vidtberømte bog The Science of Hitting, der af mange betragtes som den definitive bibel for offensive baseballspillere. Derudover brugte han en masse tid på sin foretrukne hobby: fiskeri (han er også medlem af Fishing Hall of Fame).
Ted Williams døde af et hjertestop i 2002. Hans søn, der i nogen tid havde fungeret som hans de facto-manager, placerede Williams på en nedfrysningsinstitution, hvor hans krop bliver bevaret vha. kryoteknik.

## Præstationer
- To gange MVP-vinder.
- To gange Triple Crown-vinder.
- Indehaver af rekorden for højest on base percentage for karrieren (0,482).
- Den sidste spiller, der har haft en batting average på mere end 0,400 i en sæson.
- Den ældste spiller (40 år), der har ført ligaen mht. batting average.

## Eksterne links
- Baseball Hall of Fame: Ted Williams
- Ted Williams-museet Arkiveret 5. februar 2007 hos  Wayback Machine
- Ted Williams' statistikker år for år